# جری گسکیل
جری گسکیل (انگلیسی: Jerry Gaskill؛ زادهٔ ۲۷ دسامبر ۱۹۵۷) طبل‌زن اهل ایالات متحده آمریکا است.